# Michishio (1937)
El Michishio (満潮 marea alta?,  en japonés) fue el tercer destructor de la clase Asashio. Sirvió en la Armada Imperial Japonesa durante la Segunda Guerra Mundial. 

## Historia
El 25 de octubre de 1944, el Michishio formaba parte de la escolta de la Fuerza Sur del almirante Shōji Nishimura, mientras se desarrollaba la batalla del Golfo de Leyte. El destructor estadounidense de la clase Fletcher USS McDermut lo torpedeó en el estrecho de Surigao con una afortunada salva de torpedos que alcanzó a los destructores Michishio, Yamagumo y Asagumo.
Tras quedar inutilizado, el Michishio fue nuevamente torpedeado, en esta ocasión por el destructor USS Hutchins, hundiéndose con casi toda su tripulación en la posición (10°25′N 125°23′E / 10.417, 125.383). Los estadounidenses rescataron posteriormente a unos pocos supervivientes, incluyendo al capitán Tanaka Tomō. El Comandante de la 4ª División de Destructores, Takahashi Kameshirō, se encontraba entre los fallecidos.